# Disdrive EP
『Disdrive EP』（ディスドライヴEP）は、2008年4月4日にリリースされた80kidzの12"レコード。

## 解説
- 自主レーベルKidz Rec.とレコードショップJET SETとのコラボレーションにより実現した80KIDZ初のオリジナル楽曲による作品。
- myspaceや海外ブログを通じて発表し耳の早いエレクトロやインディー・ロック好きの間で話題となった3曲が収録されている。

## 収録曲
Side ADisdrive
Side B1Television Talk
Side B2Fxxk Fox